# Ifjúsági Világtalálkozó
A Katolikus Ifjúsági Világtalálkozó a római katolikus egyház rendezvénye, amely a Föld minden térségéből érkező fiataloknak és fiatal felnőtteknek szól.
A világtalálkozót II. János Pál pápa hozta létre 1984-ben. A virágvasárnapi eseményre a Szentatya Rómába hívta a fiatalokat, hogy egy egyszerinek tervezett esemény keretében közösen ünnepeljék a megváltás évének lezárását.
Köszönhetően a fiatalok lelkesedésének és a résztvevők nagy számának 1985-ben a pápa meghívta a világ minden fiatalját egy újabb összejövetelre, majd hivatalos úton is kezdeményezte a Katolikus Ifjúsági Világtalálkozó megünneplését. Azóta egyházmegyei szinten minden évben, nemzetközi szinten pedig két-három évente megrendezik.
A mindenkori pápa minden világtalálkozó előtt üzenetet tesz közzé, amelyben többek között meghatározza a következő összejövetel mottóját. Az esemény középpontjában a Szentatyával való találkozás áll, aki maga mutatja be a zárómisét. Ennek keretében jelenti be a következő találkozó helyszínét.
Az 1995-ös, Manilában, a Fülöp-szigeteken megrendezett zárómise több mint ötmillió résztvevővel az emberiség történetének egyik legnagyobb összejövetelének számít.[forrás?]
A Szentszéket társadalmi kérdésekben bírálók a világtalálkozóval párhuzamosan demonstrációkat szoktak tartani.

## Helyszínek kronológiája

### Nemzetközi
| Év   | Dátum                                             | Helyszín                              | Résztvevők          | Téma | Himnusz [Nyelvek]                                                 | Megjegyzés                                            |
| ---- | ------------------------------------------------- | ------------------------------------- | ------------------- | --- | ----------------------------------------------------------------- | ----------------------------------------------------- |
| 1984 | Április 15. (virágvasárnap)                       | Róma, Olaszország                     | 300 000             | A megváltás szent éve: A remény ünnepe                                                                           | Resta qui con noi (Signore)[olasz]                                | A zárómise a Szent Péter téren volt                   |
| 1985 | Március 31. (virágvasárnap)                       | Róma, Olaszország                     | 300 000             | Nemzetközi ifjúsági év                                                                                           |                                                                   | A zárómise a Szent Péter téren volt                   |
| 1986 | Március 23. (virágvasárnap)                       | Róma, Olaszország                     |                     | „Mindig készek legyetek megfelelni mindenkinek, aki számot kér tőletek a bennetek levő reménységről” (1 Pt 3:15) |                                                                   |                                                       |
| 1987 | Április 11–12.                                    | Buenos Aires, Argentína               | 1 000               | „Megismertük és hittünk a szeretetben, amellyel Isten van irántunk” (1 Jn 4:16)                                  | Un nuevo sol [spanyol]                                            |                                                       |
| 1989 | Augusztus 15–20.                                  | Santiago de Compostela, Spanyolország | 400 000             | „Én vagyok az út, az igazság és az élet” (Jn 14:6)                                                               | Somos Los Jóvenes [spanyol]                                       | A zárómise Monte do Gozón volt                        |
| 1991 | Augusztus 10–15.                                  | Częstochowa, Lengyelország            | 1 600 000           | „A fogadott fiúság lelkét nyertétek el” (Róm 8:15)                                                               | Abba Ojcze [lengyel olasz spanyol]                                |                                                       |
| 1993 | Augusztus 10–15.                                  | Denver, Egyesült Államok              | 500 000             | „Én azért jöttem, hogy életük legyen, és bőségben legyen” (Jn 10:10)                                             | (We Are) One Body [angol]                                         | A zárómise a Cherry Creek State Parkban volt          |
| 1995 | Január 10–15.                                     | Manila, Fülöp-szigetek                | 5 000               | „Amint engem küldött az Atya, úgy küldelek én is titeket” (Jn 20:21)                                             | Tell the World of His Love [angol]                                | A zárómise a Luneta Parkban volt                      |
| 1997 | Augusztus 19–24.                                  | Párizs, Franciaország                 | 1 200 000           | „Mester, hol lakol? – Gyertek, nézzétek meg” (Jn 1:38-39)                                                        | Maître Et Seigneur [francia]                                      | A zárómise a Longchamp lóversenypályán volt           |
| 2000 | Augusztus 15–20.                                  | Róma, Olaszország                     | 2 000               | „Az Ige testté lett, és közöttünk élt” (Jn 1:14)                                                                 | Emmanuel [angol francia olasz spanyol]                            | A zárómise a Tor Vergatán volt                        |
| 2002 | Július 23–28.                                     | Toronto, Kanada                       | 800 000             | „Ti vagytok a föld sója … ti vagytok a világ világossága” (Mt 5:13-14)                                           | Lumière Du Monde/Light Of The World [angol francia olasz spanyol] | A zárómise a Downsview Parkban volt                   |
| 2005 | Augusztus 16–21.                                  | Köln, Németország                     | 1 200 000           | „Eljöttünk, hogy bemutassuk neki hódolatunkat” (Mt 2:2)                                                          | Venimus Adorare Eum [angol francia latin német olasz spanyol]     | A zárómise a Marienfelden volt                        |
| 2008 | Július 15–20.                                     | Sydney, Ausztrália                    | 400 000             | „Megkapjátok a Szentlélek rátok leszálló erejét, és tanúim lesztek” (ApCsel 1:8)                                 | Receive The Power [angol francia olasz spanyol]                   | A zárómise a Randwick lóversenypályán volt            |
| 2011 | Augusztus 16–21.                                  | Madrid, Spanyolország                 | 1 400 000-2 000 000 | „Verjetek benne gyökeret, épüljetek rá és erősödjetek meg a hitben” (Kol 2:7)                                    | Firmes en la Fe (angol, francia, olasz, spanyol, arab)            |                                                       |
| 2013 | Július 23–28.                                     | Rio de Janeiro, Brazília              | 3 700 000           | „Elmenvén azért, tegyetek tanítványokká minden népeket” (Mt 28:19)                                               |                                                                   |                                                       |
| 2016 | Július 25-31.                                     | Krakkó, Lengyelország                 |                     | „Boldogok az irgalmasok, mert ők irgalmat nyernek” (Mt 5:7)                                                      | Błogosławieni miłosierni                                          | Bővebben: 2016-os krakkói Ifjúsági Világtalálkozó     |
| 2019 | Január 22-27.                                     | Panamaváros, Panama                   |                     | „Íme, az Úr szolgálója vagyok, legyen nekem a te igéd szerint” (Lk 1:38)                                         | Hágase en mi Según tu Palabra                                     | A zárómise a Metro Parkban volt, Panamavárosban       |
| 2023 | Augusztus 1-6.                                    | Lisszabon, Portugália                 |                     | "Mária felkelt és sietve útnak indult" (Lk 1:39)                                                                 |                                                                   | A tizedik Katolikus Ifjúsági Világtalálkozó Európában |
|      | Bővebben: 2016-os krakkói Ifjúsági Világtalálkozó |                                       |                     | |                                                                   |                                                       |

### Egyházmegyei
A nemzetközi találkozók közötti években egyházmegyei szinten szervezik meg az ifjúsági világnapot. 2021-ig virágvasárnap ünnepén tartották, a jelzett évtől Ferenc pápa rendelkezése értelmében Krisztus király ünnepén, az egyházi év utolsó vasárnapján tartják.

## Fordítás
- Ez a szócikk részben vagy egészben a World Youth Day című angol Wikipédia-szócikk ezen változatának fordításán alapul.  Az eredeti cikk szerkesztőit annak laptörténete sorolja fel. Ez a jelzés csupán a megfogalmazás eredetét és a szerzői jogokat jelzi, nem szolgál a cikkben szereplő információk forrásmegjelöléseként.